# Poeoptera sharpii
Poeoptera sharpii е вид птица от семейство Скорецови (Sturnidae).

## Разпространение
Видът е разпространен в Бурунди, Етиопия, Демократична република Конго, Кения, Руанда, Судан, Танзания, Уганда и Южен Судан.